# 中日修好條規
《中日修好條規》，日本方面稱《日清修好条規》，是清朝與日本在同治十年（西元1871年、日本明治4年）9月13日簽訂的雙邊條約。日本大使為大藏卿伊達宗城，而清朝大使為直隸總督李鴻章。

## 主要內容
這是一條平等的條約，甲午戰爭發生前仍具有效力。具體內容大致為：
- 雙方交換外交使節並在兩國設立領事館。（第4、8條）
- 互相承認有限制的領事裁判權。（第8、9及13條）
- 有關通商事宜，仿傚歐美列強的待遇，互相承認。

## 称谓之争
这是清朝与明治日本签订的第一份条约（条规）。在谈判之际，中方代表李鸿章等为了将对日关系和对西方关系区别开来，要求将“条约”之名改成“条规”，并反对将日本的“天皇”称号写进文本中。与此相对的，日方代表对于条规中中方使用“中国”一词亦提出反对意见，认为“中国系对己邦边疆荒服而言”，要求“约内两国相称，明书国号为正”。对此，中方则回应道：“我中华之称中国，自上古迄今，由来已久。即与各国立约，首书写大清国字样，其条款内皆称中国，从无写改国号之例。来笺谓己邦边疆荒服而言，似属误会，未便照改”。中方代表认为“中国”乃是与“大清”对等、对外亦可使用的国号，不能改变。最后双方商定条约起首处以“大清（国）”和“大日本（国）”并称，而中文文本内是否与“大清”同等使用“中国”之称，则随中国之便。